# Емска телеграма
Емската телеграма е запис на разговор между краля на Прусия Вилхелм I и посланика на Франция граф Венсан Бенедети, състоял се на 13 юли 1870 г. в град Бад Емс и послужил като повод за Френско-пруската война от 1870-1871 г.
Разговорът се води във връзка със спора между Франция и Прусия за испанското наследство. По това време отношенията между двете държави са силно обтегнати, тъй като френският император Наполеон III се стреми да възпрепятства обединяването на германските държави, а Прусия е против френските претенции за Люксембург и Белгия.
Франция се противопоставя категорично на намерението на пруския принц Леополд фон Хоенцолерн-Зигмаринген да стане крал на Испания. Френският посланик иска не само Леополд да оттегли кандидатурата си, но и Вилхелм I да се откаже публично и завинаги от всякакви настоящи и бъдещи претенции към престола в Мадрид. Пруският крал отвръща с отказ и отменя аудиенцията на Бенедети, уговорена за по-късен час на същия ден.
След като получава телеграмата с изложение на разговора, пруският министър-председател Ото фон Бисмарк редактира текста по такъв начин, че когато той излиза на първите страници на немските вестници, общественото мнение в Берлин и Париж е окончателно настроено за война. Сметнал, че престижът на Франция е накърнен заради отказа на пруския монарх да приеме посланика ѝ, Наполеон III обявява война на Прусия на 19 юли.